# Giuseppe Zilli
Giuseppe Zilli (Fano Adriano, 21 ottobre 1921 – Ariccia, 31 marzo 1980) è stato un presbitero e giornalista italiano.
È stato direttore di Famiglia Cristiana dal 1954 fino alla morte. Sotto la sua guida, la rivista raggiunse una tiratura record di due milioni di copie.

## Biografia
Don Giuseppe Zilli nacque il 21 ottobre 1921 a Fano Adriano, piccolo paesino sul versante teramano del Gran Sasso. Unico figlio di una povera famiglia di pastori, decise sin da molto giovane di entrare nel mondo ecclesiastico: entrato da ragazzo nella Società San Paolo, diventò sacerdote il 3 agosto del 1947. Dopo la laurea alla Pontificia Università Gregoriana, fu professore di filosofia al liceo San Paolo di Alba, in Piemonte.
Nel 1954 diventò direttore di Famiglia Cristiana. Sotto la sua direzione, il settimanale diventò l'organo di stampa più diffuso nel mondo cattolico nonché una delle riviste più vendute in Italia (nel 1971 fu raggiunta la tiratura record di due milioni di copie). Fondatore della Periodici San Paolo, divisione della Società San Paolo, creò anche il mensile di cultura religiosa Jesus.
La vigilia di Natale del 1978 rimase coinvolto in un grave incidente stradale, dal quale la sua salute uscì molto indebolita. Fu operato più volte in ospedale, ma riuscì a ritornare alla guida di Famiglia Cristiana.
Morì ad Ariccia (Roma) la sera del 31 marzo del 1980, colpito da infarto al termine di una riunione del Capitolo Generale dei Paolini. È sepolto nel cimitero di Alba (CN) presso la cappella della Famiglia Paolina.
Dal 2022 la comunità fanese ne celebra il ricordo con un prestigioso premio giornalistico, il Premio Giuseppe Zilli Per il giornalismo, nato per iniziativa della “Associazione Premio Giuseppe Zilli”. L'evento si tiene ogni estate a Fano Adriano e ha l’obiettivo di promuovere, specialmente tra le nuove generazioni, la conoscenza della figura di Giuseppe Zilli assegnando riconoscimenti a giornalisti che si siano distinti per la qualità del loro lavoro. La giuria è attualmente presieduta dal giornalista Lucio Caracciolo, fondatore e direttore di Limes, preceduto nel suo lavoro da Marcello Sorgi e da Maria Concetta Mattei.

## Il ricordo della redazione di Famiglia Cristiana
Un anno dopo la sua morte, all'interno della nuova sede di Famiglia Cristiana che lui stesso aveva inaugurato a Milano, gli fu dedicato un grande salone, dove oggi si riunisce il comitato di redazione e l'assemblea dei giornalisti.
Il suo successore alla guida di FC, Leonardo Zega, fondò in suo ricordo l'Associazione "Don Giuseppe Zilli" per la famiglia e le comunicazioni sociali - onlus, che promuove tramite le pagine di Famiglia opere di solidarietà verso persone o famiglie segnalate alla redazione dai lettori o dai parroci.
Nel suo paese natale Fano Adriano si svolge un premio giornalistico a lui dedicato.